# خوزه لوئیز استیادران
خوزه لوئیز استیادران (انگلیسی: José Luis Astiazarán؛ زادهٔ ۳۱ اکتبر ۱۹۶۳) وکیل اهل اسپانیا است.